# Paula Usero García
Paula Usero García (València, 22 d'octubre de 1991) és una actriu espanyola de teatre, cinema i televisió. Coneguda principalment per interpretar a Luisita Gómez a la sèrie Amar es para siempre.
Gràcies al seu paper de Lídia en la pel·lícula La boda de Rosa i de Luisita en #Luimelia està nominada a múltiples premis tant nacionals com internacionals.

## Biografia
Paula va emprendre la seva carrera als 7 anys, quan va començar a ser la imatge de la marca de nines Famosa, va participar en altres campanyes com Arròs la Fallera i va protagonitzar desfilades per a les marques Sabelma o Zenobia. Durant la seva infància es va formar a l'Escola de l'Actor.
Quan va acabar batxillerat, va començar a cursar Ciències Polítiques en la Universitat de València. Durant aquests mesos va realitzar curts amb amics que estudiaven comunicació audiovisual, els qui li van plantejar dedicar-se seriosament a la interpretació. Poc temps després, va deixar la carrera i va accedir, en 2012, a l'Escola Superior d'Art Dramàtic (ESAD) de València, de València, on va cursar el Grau d'Interpretació Textual.
També es va formar a través de diferents cursos com el de caracterització, per Carlos Marco, el de vers lliure de Shakespeare en context contemporani, amb Chimo Flores, el d'esgrima escènica, pel Mestre Vicente Safont, o el de Tècniques de moviment i acrobàcia, per Luis Meliá.
En 2015, quan cursava tercer de carrera va participar en el seu primer llargmetratge, El olivo, d'Icíar Bollaín. En aquesta pel·lícula va treballar amb grans actors i actrius com Anna Castillo o Javier Gutiérrez.
Es va traslladar a Madrid l'any 2016 després d'acabar la carrera a l'ESAD. Aquest mateix any va gravar el curtmetratge Filter, en el qual fa el paper de Sofia, la núvia de Pablo, on aquest es troba davant la prova més difícil que s'ha trobat: equilibrar l'amor, la vida i la mort.
En 2017 va protagonitzar el curt Irene's Love, realitzat per “Moebius Films” (Fundació Síndrome de Möbius), que guanya el premi al millor curt mostra per la discapacitat.
Aquest mateix any va treballar en la sèrie de televisió Velvet Colecciónen el paper d'Inés, una noia que arriba d'Alemanya al costat del seu promès Manolito (Ignacio Montes). Ella serà la mà dreta de Raúl de la Riva (Asier Etxeandia).
A la fi d'enguany va començar a treballar en la 6a temporada de la famosa sèrie Amar es para siempre, en el paper de Luisita Gómez, filla de Manolita i Marcelino, qui regenten un bar en la Plaça dels fruits.
Durant l'any 2018 apareix en un capítol de Paquita Salas representant a Charlotte García, antiga secretària de PS Management.
Al mateix temps, va continuar treballant en la 7a temporada d'Amar es para siempre, en la qual va prendre un paper protagonista gràcies a la seva trama romàntica amb Amelia (Carol Rovira). La relació entre ambdues es basa en una història d'amor entre dues dones durant l'any 1976, juntes formen la parella fictícia Luimelia. Arran d'aquesta trama, Paula va començar a ser un referent al món LGBT després de les seves mostres activistes a favor de la visibilitat i la llibertat.
L'any 2019, s'estrena la sèrie Justo antes de Cristo, on Paula apareix en l'episodi 3 en el paper de Rosaura.
Al maig de 2019 va participar en la campanya Generación Nylon de Nylon Spain amb altres referents com Mary Ruíz, Belinda Washington, María Valero i Bely Basarte.
El 31 de març de 2019 se li fa lliurament al costat de la seva parella en la ficció, Carol Rovira, del premi Andalesgai 2019 per a la visibilitat.
De manera simbòlica va ser també l'actriu més votada a través de la web teveoylescuento.com, en la categoria de “Millor actriu espanyola juvenil més volguda pels seus fans” amb 51.282 vots d'un total de 51.793.
En 2019 va estar gravant la 8a temporada d'Amar es para siempre i el llargmetratge dirigit per Icíar Bollaín, La boda de Rosa, el qual estava previst d'estrenar-se al març de 2020 al Festival de Màlaga, però que va haver de ser ajornat a causa de la situació del Covid-19, per la qual cosa la pel·lícula va acabar estrenant-se a l'agost de 2020 durant la Filmoteca d'estiu a València.
El 14 de febrer de 2020 va estrenar, al costat de Carol Rovira, un spin-off titulat #Luimelia. Aquest spin-off és el primer que es fa derivat de la sèrie Amar es para siempre i sorgeix gràcies a l'èxit que va tenir en xarxes la parella formada per Luisita i Amelia. Compte, en capítols de pocs minuts, la història de Luisita i Amelia, però amb la diferència de què es tracta d'un context totalment diferent al d' Amar es para siempre, ja que ara es troben en 2020 i tenen més llibertat que en 1976. L'èxit que va tenir va ser tan gran que la plataforma Atresplayer Premium va decidir renovar la sèrie per una 2a i una 3a temporada. La 2a temporada es va estrenar el 16 d'agost de 2020.
A més, el 22 de novembre de 2020 va estrenar Luimelia77 al costat de Carol Rovira, un muntatge que recopilava alguns dels moments més característics de la parella a la qual donen vida en la famosa sèrie de Antena 3. A més, a l'agost de 2020, l'actriu va començar el rodatge d'un nova sèrie per a Antena 3 titulada La cocinera de Castamar, on donarà vida a Elisa, una de les donzelles. La sèrie ha acabat el seu rodatge i s'estrenarà al febrer de 2021 a través de la plataforma Atresplayer Premium.
El 10 de desembre de 2020, Paula va ser nominada al Premi Feroz com a millor actriu de repartiment. El 14 de gener de 2021 va ser nominada a millor actriu revelació a les Medalles del Cercle d'Escriptors Cinematogràfics. Només 4 dies després, el 18 de gener de 2021, va ser nominada a la categoria de millor actriu revelació als Premis Goya. Tots aquests premis són gràcies al seu paper de Lídia en la pel·lícula La boda de Rosa.
A l'octubre de 2020, va crear al costat d'alguns amics Las hermanitas de la Calidad, que, segons ha comentat en diverses entrevistes, es tracta d'un videoclip, un projecte petitó però còmic que s'estrenarà en 2021.
Al desembre de 2020 es va confirmar que #Luimelia havia estat per una 4a temporada i que, a més, comptaria amb capítols més llargs i major pressupost. Pocs dies després, el 17 de gener de 2021 es va estrenar la 3a temporada de #Luimelia, la qual està actualment d'estrena amb un capítol setmanal.
El 28 de gener de 2021, va ser nominada, al costat de Carol Rovira, als premis GLAAD Mitjana Awards en la categoria Outstanding Spanish-Language Scripted Television Sèries per la seva sèrie #Luimelia.
Actualment està pendent de rodar la 4a temporada de la sèrie #Luimelia, el rodatge de la qual està previst per a primavera de 2021.

## Filmografia

### Cinema
| Any  | Pel·lícula      | Personatge | Director/a    |
| 2016 | El olivo        | Adelle     | Icíar Bollaín |
| 2020 | La boda de Rosa | Lidia      | Icíar Bollaín |

### Sèries de televisió
| Any            | Sèrie                   | Personatge             |
| 2017 - 2018    | Velvet Colección        | Inés                   |
| 2017 - 2020    | Amar es para siempre    | Luisita Gómez Sanabria |
| 2018           | Paquita Salas           | Charlotte              |
| 2019           | Justo Antes de Cristo   | Rosaura                |
| 2020 - present | #Luimelia               | Luisita Gómez Sanabria |
| 2020           | #Luimelia77             | Luisita Gómez Sanabria |
| 2021 - present | La cocinera de Castamar | Elisa                  |

### Curtmetratges
| Any  | Curtmetratge | Personatge | Director/a     |
| 2015 | Quadrophenia | noia       | Joecar Hanna   |
| 2016 | Filter       | Sofía      | Borja Sánchez  |
| 2017 | Irene’s Love | Irene      | Carlos Moriana |

### Teatre
- Macbeth de William Shakespeare. Director : Vicente Genovés. Teatro Rialto.
- Mar i cel d'Àngel Guimerà. ESAD Valencia. Directora: Pilar Silla.
- La habitación de Isabella de Jan Lawers. Director: Rafael Ricart.
- Locos, locos, locos. Director: Alberto Monrabal.
- Adela a La casa de Bernarda Alba de Federico García Lorca. ESAD Valencia.
- Nina a La Gaviota d'Anton Txèkhov.
- Elena a Bajarse al moro de José Luis Alonso de Santos

## Premis i candidatures
Premis Goya
| Any  | Categoria               | Pel·lícula      | Resultat  |
| ---- | ----------------------- | --------------- | --------- |
| 2021 | Millor actriu revelació | La boda de Rosa | Nominació |

Premis Feroz
| Any  | Categoria                    | Pel·lícula      | Resultat  |
| ---- | ---------------------------- | --------------- | --------- |
| 2021 | Millor actriu de repartiment | La boda de Rosa | Nominació |

Medalles del Cercle d'Escriptors Cinematogràfics
| Any  | Categoria               | Pel·lícula      | Resultat |
| ---- | ----------------------- | --------------- | -------- |
| 2021 | Millor actriu revelació | La boda de Rosa | Pendent  |

GLAAD Media Awards
| Any  | Categoria                                               | Sèrie     | Resultat | Notes                     |
| ---- | ------------------------------------------------------- | --------- | -------- | ------------------------- |
| 2021 | Outstanding Spanish-Language Scripted Television Series | #Luimelia | Pendent  | Al costat de Carol Rovira |

Produ Awards
| Any  | Categoria          | Sèrie     | Resultat   | Notes                     |
| ---- | ------------------ | --------- | ---------- | ------------------------- |
| 2020 | Millor sèrie curta | #Luimelia | Guanyadora | Al costat de Carol Rovira |

Festival internacional de sèries Nostrum
| Any  | Categoria         | Sèrie     | Resultat   | Notes                     |
| ---- | ----------------- | --------- | ---------- | ------------------------- |
| 2020 | Premi Consciència | #Luimelia | Guanyadora | Al costat de Carol Rovira |

Premis Andalesgai
| Any  | Categoria                              | Resultat   | Notes                     |
| ---- | -------------------------------------- | ---------- | ------------------------- |
| 2019 | Premi Andalesgai 2019 a la visibilitat | Guanyadora | Al costat de Carol Rovira |